# Above
Above – debiutancki album studyjny supergrupy Mad Season. Wydany został 14 marca 1995 roku nakładem wytwórni fonograficznej Columbia. Trzy miesiące od premiery, album uzyskał certyfikację złotej płyty, przyznanej przez Recording Industry Association of America, za sprzedaż ponad 500 tysięcy kopii. Produkcją albumu zajął się Brett Eliason, przy współpracy z samym zespołem. Album wypełniło łącznie 10 utworów, autorstwa wszystkich członków zespołu. Za warstwę tekstową odpowiedzialny jest wokalista Layne Staley. Nagrań dokonano w studiu Bad Animals na terenie miasta Seattle, pod koniec 1994 roku. 
Album był promowany przez trzy single, z czego pierwszy z nich, „River of Deceit”, stał się przebojem w lokalnej rozgłośni radiowej. W momencie wydania album zadebiutował na 24. pozycji zestawienia Billboard 200. Cechami charakterystycznymi albumu są rozbudowane aranżacyjnie utwory, utrzymane w klimacie rocka alternatywnego, blues rocka, hard rocka, oraz z małymi elementami jazzu i tradycyjnego bluesa. Warstwa tekstowa, autorstwa Staleya, w głównej mierze odnosi się do relacji międzyludzkich. Ponadto w utworach pojawiają się motywy samotności, poczucia odrzucenia, depresji. 

## Kontekst, nagrywanie
W roku 1994 gitarzysta grupy Pearl Jam Mike McCready udał się do Minneapolis na leczenie odwykowe. Tam spotkał basistę Johna Bakera Saundersa, występującego wówczas z zespołem The Lamont Cranston Band. Po powrocie do Seattle, obaj muzycy zaprosili do współpracy perkusistę grupy Screaming Trees Barretta Martina. Następnie rozpoczęli wspólne próby. McCready zaprosił do zespołu wokalistę grupy Alice in Chains Layne’a Staleya, który w tym czasie zakończył leczenie z uzależnienia od heroiny. Po skompletowaniu składu, muzycy rozpoczęli ze sobą odbywać regularne próby. Podczas wspólnego grania, na próbach powstały takie utwory jak „Wake Up” oraz „River of Deceit”. Po ukończeniu prób, Staley został głównym wokalistą w zespole. Pomimo odbytych tylko trzech prób, McCready w październiku 1994 roku zorganizował w klubie Crocodile Cafe nigdzie niezapowiadany koncert zespołu. Występ okazał się bardzo dużym sukcesem, więc grupa zorganizowała jeszcze dwa dodatkowe koncerty w tym samym miejscu. Podczas występów, powstał nowy utwór, zatytułowany „Artificial Red”. Podczas początkowych koncertów, grupa przedstawiała się jako Gacy Bunch. Nazwa wzięła się od amerykańskiego seryjnego mordercy Johna Wayne Gacy'ego, oraz popularnego serialu telewizyjnego z lat 70. The Brady Bunch.
Pod koniec 1994 roku, zespół wszedł do studia Bad Animals, aby nagrać materiał na debiutancki album długogrający. Sesja nagraniowa trwała łącznie 10 dni. W nagraniach grupę wspomagali wokalista grupy Screaming Trees Mark Lanegan, który wystąpił gościnnie w dwóch utworach, wspomagając wokalnie Staleya, oraz Eric Walton który zagrał na saksofonie. Ponadto w nagraniach brał udział inżynier dźwięku znany ze współpracy z grupą Pearl Jam, Brett Eliason, którego do współpracy zaprosił McCready. Masteringiem albumu zajął się Howie Weinberg w Masterdisk Studio w Nowym Jorku. Muzyka do wspomnianych już utworów „Wake Up” oraz „River of Deceit” powstała w okresie kiedy zespół odbywał ze sobą pierwsze próby. Utwór „Artificial Red” powstał podczas jednej z prób, jakie grupa odbywała w październiku 1994 roku w Crocodile Cafe. Kompozycje „Lifeless Dead” oraz „I Don't Know Anything” swą premierę miały 8 stycznia za pośrednictwem satelitarnego łącza nadrzędnego. W jednym z wywiadów, gitarzysta Mike McCready tak wspomniał okres przygotowań oraz samych nagrań: 

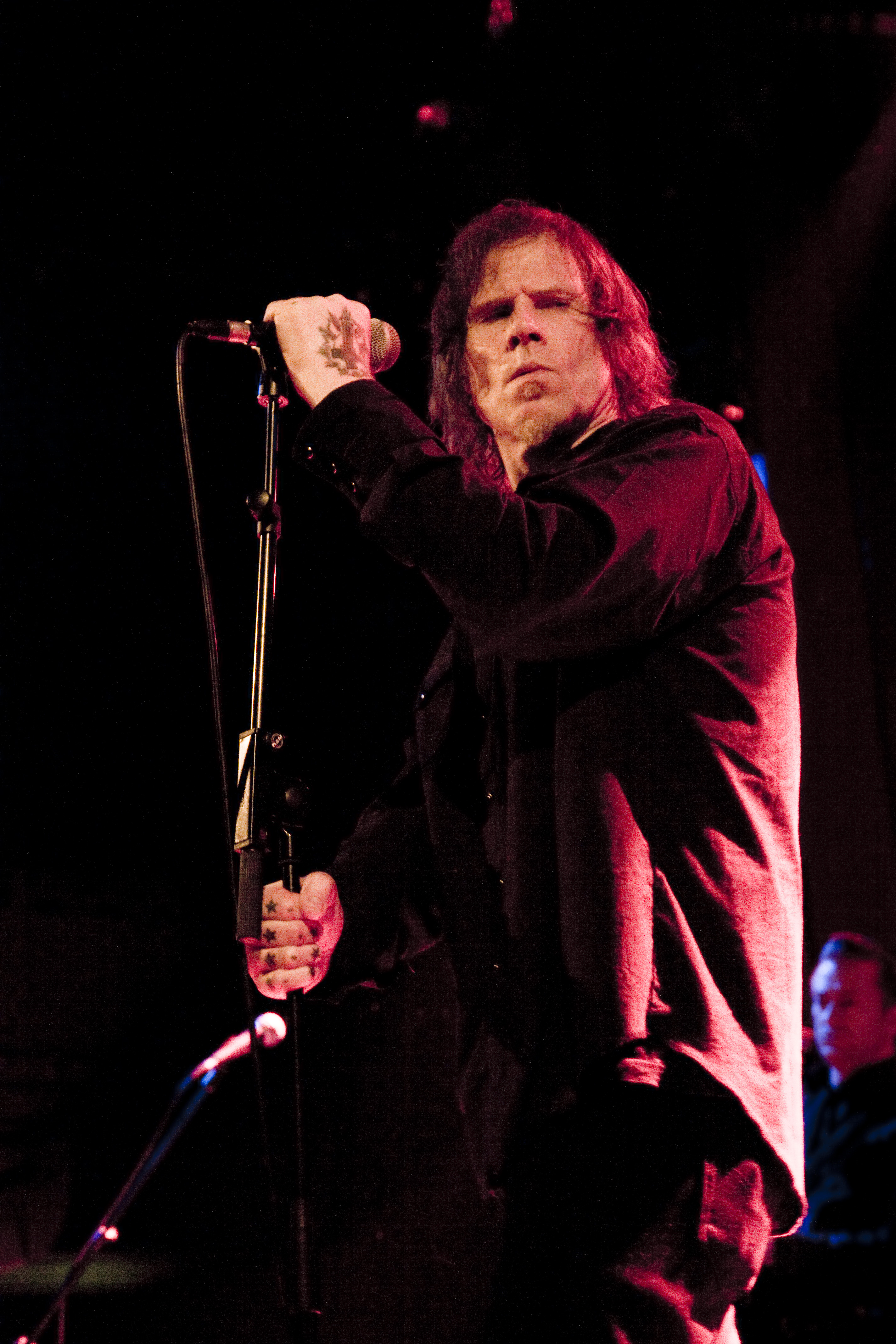
Mark Lanegan wystąpił gościnnie w dwóch utworach

Całą muzykę Mad Season skomponowaliśmy w przeciągu siedmiu dni. Zarejestrowanie partii wokalnych zajęło Layne'owi zaledwie kilka dni. Jego wokal był dość intensywny. Ćwiczył dwa razy na próbach i cztery razy podczas koncertów. Więc podsumowując, była to najbardziej spontaniczna rzecz w jaką byłem zaangażowany od czasów Temple of the Dog, kiedy to wszystko udało nam się zarejestrować i nagrać w przeciągu czterech tygodni... Z Mad Season było tak że po prostu każdy z nas wszedł do studia z gotową melodią i wszyscy mieliśmy pomysły na granie, i uwinęliśmy się w trzy lub cztery dni.

McCready odniósł się również do procesu pisania tekstów przez Staleya:

Powiedziałem mu krótko. Możesz robić co chcesz, pisanie tekstów to twoje główne zadanie.

## Kompozycje oraz teksty
McCready tak wspomniał w jednym z wywiadów proces tworzenia muzyki: 

Album jest dość zróżnicowany. Są na nim utwory z dość wyraźną nutą jazzu, bluesa, i w niektórych także rocka stadionowego.

 Recenzent serwisu AllMusic, Stephen Thomas Erlewine recenzując album stwierdził: „Album brzmi jak skrzyżowanie Alice in Chains oraz Pearl Jam, z początku lat 90., oraz nieco psychodelii z lat 70.”. Autor w swej recenzji zauważa również fakt, że piosenki brzmią w sposób surowy oraz są ponure, dzięki czemu momentami mogą przypominać brzmienie Temple of the Dog.
Wokalista Mark Lanegan z grupy Screaming Trees gościnnie zaśpiewał w dwóch utworach – „I'm Above” oraz „Long Gone Day”. Utwór „I Don't Know Anything” zawiera charakterystyczny takt połączony z efektem gitarowym overdrive, podczas którego wydobywany jest flażolet. Kolejny singlowy utwór, „Long Gone Day” zawiera w sobie elementy jazzu, rocka progresywnego, rocka klasycznego oraz bluesa. W utworze prócz Lanegana, gościnnie wystąpił Skerik (Nalgas Sin Carne), który zagrał na saksofonie.
Motywem przewodnim warstwy lirycznej stworzonej przez Staleya, są relacje międzyludzkie. Utwory takie jak „Artificial Red” czy „Lifeless Dead”, odnoszą się do skomplikowanych relacji z życiową partnerką wokalisty – Demri Larą Parrott. Opowiadają o bardzo pokrętnej relacji, zdradzonej podstawowej obietnicy pomiędzy ludźmi budującymi związek. „Lifeless Dead” to kompozycja o mężczyźnie u kresu życia, który umiera w najgorszym upodleniu, zaniedbany, porzucony. Tekst do singlowego utworu „River of Deceit” został zainspirowany książką Gibrana The Prophet. Ponadto w swoich tekstach Staley próbuje ukazać rzeczy istotne w życiu codziennym.
Perkusista Barrett Martin wspomniał:

Pamiętam że podczas tworzenia albumu, Layne czytał książkę The Prophet autorstwa Khalil Gibrana. On czuł, że ma do spełnienia duchową misję, którą musi wyrazić poprzez muzykę.

## Wydanie, odbiór albumu, promocja
| AllMusic             | [ 1 ]       |
| Rolling Stone        | [ 14 ]      |
| Entertainment Weekly | (C)         |
| Melody Maker         | (Korzystne) |
| rockmetal.pl         | [ 17 ]      |
| rockmagazyn.pl       | [ 18 ]      |
| ultimate-guitar.com  | [ 19 ]      |

Premiera albumu Above nastąpiła 14 marca 1995 roku, nakładem wytwórni fonograficznej Columbia. W momencie wydania album zadebiutował na 24. pozycji zestawienia Billboard 200. 14 czerwca tego samego roku album uzyskał w Stanach Zjednoczonych certyfikację złotej płyty, przyznanej przez Recording Industry Association of America. 
Brytyjski magazyn Melody Maker określił album jako „połączenie country z Black Sabbath”, oraz „album nagrany przez znanych muzyków, którzy w tym czasie pragnęli odrobiny wyciszenia”. Stephen Thomas Erlewine z serwisu AllMusic przyznał płycie 3 gwiazdki (na 5 możliwych) tłumacząc że „album nie posiada jakiegoś określonego kierunku muzycznego, ale zawiera przebłyski w postaci Staleya i McCready’ego, którzy razem tworzą niezwykłe partie”. Barbara Davies z magazynu Rolling Stone przyznała płycie 2.5 gwiazdki, tłumacząc że „Mad Season podjęło ryzyko, próbując stworzyć coś zupełnie nowego”. Mimo to, Davies skrytykowała album za to że mimo nagrania, grupa nie tworzy spójnej całości, lecz odrębne części, sklejone w postaci albumu. Chuck Eddy z amerykańskiego magazynu Entertainment Weekly stwierdził, że „solo saksofonu oraz niektóre partie gitary wnoszą świeżość do albumu, jednak reszta nie ukazuje niczego nowego”. Dodał „Mimo wszystko to duży kłopot, kiedy jeden z najbardziej optymistycznych utworów na płycie nazywa się „Lifeless Dead”.
Album był promowany łącznie przez trzy single – „River of Deceit”, „I Don't Know Anything” oraz „Long Gone Day”. Do pierwszego utworu powstał teledysk, do pozostałych wykorzystano nagrania z koncertu zawartego na albumie Live at The More. „River of Deceit” okazał się największym sukcesem w dorobku grupy. Stał się przebojem w lokalnej rozgłośni radiowej oraz osiągnął wysokie pozycje na listach Mainstream Rock Tracks oraz Modern Rock Tracks (odpowiednio 2. i 9.). Drugi z singli, utwór „I Don't Know Anything” również zanotował wysoką, 20. pozycję na liście Mainstream. „River of Deceit” do dziś jest najbardziej rozpoznawalnym utworem w dorobku zespołu.
Zespół w trakcie swej działalności zagrał łącznie jedynie osiem koncertów. Pierwszy z nich odbył się 12 października 1994 roku w Crocodile Cafe, natomiast ostatni 29 kwietnia 1995 roku w Moore Theatre w Seattle. Zespół na swoich koncertach, prócz własnych utworów, wykonywał również covery – „Voodoo Child (Slight Return)” z repertuaru Jimiego Hendrixa, „Jesusathon”, czy „I Don't Wanna Be a Soldier” z repertuaru Johna Lennona. Ten ostatni, zespół nagrał w wersji studyjnej, i w 1995 roku znalazł się na składance Working Class Hero: A Tribute to John Lennon.
Koncert jaki zespół dał 29 kwietnia 1995 roku w Moore Theatre, został zarejestrowany, i 29 sierpnia ukazał się w formie albumu koncertowego Live at The Moore na VHS.

## Lista utworów
| Nr  |  | Tytuł                             | Tekst        | Muzyka                                               | Długość |
| --- |  | --------------------------------- | ------------ | ---------------------------------------------------- | ------- |
| 1.  |  | „Wake Up”                         | Layne Staley | Mike McCready / John Baker Saunders / Barrett Martin | 7:39    |
| 2.  |  | „X-Ray Mind”                      | Layne Staley | Mike McCready / John Baker Saunders / Barrett Martin | 5:12    |
| 3.  |  | „River of Deceit”                 | Layne Staley | Mike McCready / John Baker Saunders / Barrett Martin | 5:04    |
| 4.  |  | „I'm Above”                       | Layne Staley | Mike McCready / Barrett Martin / Mark Lanegan        | 5:45    |
| 5.  |  | „Artificial Red”                  | Layne Staley | Mike McCready / John Baker Saunders / Barrett Martin | 6:17    |
| 6.  |  | „Lifeless Dead”                   | Layne Staley | Mike McCready / John Baker Saunders / Barrett Martin | 4:29    |
| 7.  |  | „I Don’t Know Anything”           | Layne Staley | Mike McCready / John Baker Saunders / Barrett Martin | 5:01    |
| 8.  |  | „Long Gone Day”                   | Layne Staley | Mike McCready / Barrett Martin / Mark Lanegan        | 4:52    |
| 9.  |  | „November Hotel” (instrumentalny) |              | Mike McCready / John Baker Saunders / Barrett Martin | 7:09    |
| 10. |  | „All Alone”                       | Layne Staley | Mike McCready / John Baker Saunders / Barrett Martin | 4:13    |

## Twórcy

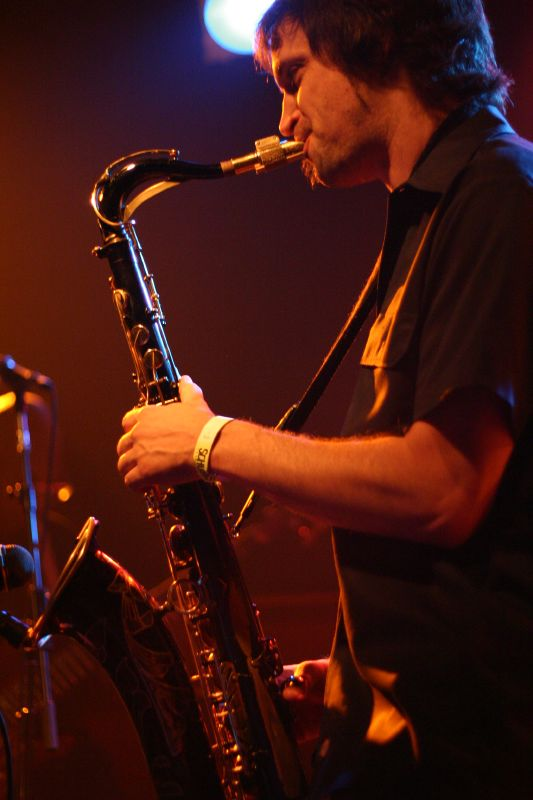
Eric Walton „Skerik” wystąpił gościnnie w utworze „Long Gone Day”

Opracowano na podstawie materiału źródłowego:
Mad Season
- Layne Staley – śpiew, gitara rytmiczna (utwór 7)
- Mike McCready – gitara prowadząca, gitara akustyczna
- John Baker Saunders – gitara basowa
- Barrett Martin – perkusja, kontrabas, wiolonczela, marimba, wibrafon

Muzycy sesyjni
- Mark Lanegan – śpiew, wokal wspierający (utwory 4,8)
- Eric Walton „Skerik” (Nalgas Sin Carne) – saksofon (utwór 8)

Produkcja
- Nagrywany: koniec 1994 w Bad Animals Studio w Seattle, Waszyngton
- Producent muzyczny: Brett Eliason, Mad Season
- Miksowanie: Brett Eliason
- Inżynier dźwięku: Brett Eliason, Sony Felho
- Asystent inżyniera dźwięku: Sam Hofstedt
- Mastering: Howie Weinberg w Masterdisk Studio w Nowym Jorku
- Projekt okładki, ilustracje, dyrektor artystyczny: Mad Season
- Projekt przedniej okładki, rysunek: Layne Staley
- Zdjęcia: Lance Mercer
- Design: Gabrielle Raumberger

- Aranżacja: Mike McCready, John Baker Saunders, Barrett Martin, Mark Lanegan
- Teksty utworów: Layne Staley

## Notowania

### Album
| Lista (1995)                      | Pozycja |
| --------------------------------- | ------- |
| Billboard 200 (Stany Zjednoczone) | 24      |
| VG-Lista (Norwegia)               | 24      |
| Sverigetopplistan (Szwecja)       | 46      |
| Canadian Albums Chart (Kanada)    | 65      |

### Single
| Rok                                           | Singel                  | Najwyższa pozycja | Najwyższa pozycja | Najwyższa pozycja |
| Rok                                           | Singel                  | US Main           | US Mod            | CAN               |
| --------------------------------------------- | ----------------------- | ----------------- | ----------------- | ----------------- |
| 1995                                          | „River of Deceit”       | 2                 | 9                 | 68                |
| 1995                                          | „I Don’t Know Anything” | 20                | —                 | —                 |
| "—" oznacza że utwór nie dostał się na listę. |                         |                   |                   |                   |

## Reedycja
W październiku 2012 roku perkusista Barrett Martin zapowiedział w wywiadzie, że 12 marca 2013 roku na rynku ukaże się specjalny box, w którego skład wejdą zremasterowana wersja albumu Above, wydanie koncertowe Live at The Moore w wersji DVD z poprawioną jakością obrazu, oraz nieopublikowany materiał powstały jeszcze w latach 90.:

Najbardziej ekscytujące w tym zestawie są trzy piosenki ze słowami Marka Lanegana, w których zresztą też zaśpiewał. Nagrywaliśmy je z myślą o drugiej płycie, której nigdy nie dokończyliśmy ponieważ Baker i Layne umarli. Pozostałe dwa numery są ode mnie i Mike’a. Jest jeszcze kawałek, który napisał dla nas Peter Buck. To trzy najcięższe i najpiękniejsze piosenki Mad Season. Wiem, że Bakerowi i Layne'owi by się podobały.

7 stycznia 2013 roku witryna Blabbermouth.net poinformowała, że wytwórnia Legacy Recordings wyda specjalny box set, w skład którego wejdą 2 płyty CD oraz jedna DVD. Będą to zremasterowana wersja Above, oraz szereg dodatków w postaci kilku nieopublikowanych wcześniej nagrań, przygotowanych na drugi album studyjny, który ostatecznie się nie ukazał. Będą to utwory autorstwa Marka Lanegana. Ponadto box set zawierać będzie zapis koncertu Live at The Moore w wersji CD oraz DVD, z dodatkowym zapisem koncertu jaki zespół dał w sylwestrowy wieczór w klubie RKCNDY w Seattle.